# SimCity 4
SimCity 4 (SC4) là game mô phỏng xây dựng thành phố được phát triển bởi Maxis, một chi nhánh của Electronic Arts. Phiên bản này được phát hành ngày 14 tháng 1 năm 2003, và là phiên bản thứ 4 trong loạt game SimCity. Ngoài bản gốc là SimCity 4: Deluxe Edition, SimCity 4 còn có một bản mở rộng (expansion pack) là Rush Hour để bổ sung một số đặc tính trong bản gốc.
Game cho phép người chơi tạo ra một vùng đất (region of land) bằng công cụ biến đổi địa hình (terraforming), sau đó là thiết kế và xây dựng các khu vực định cư để phát triển thành thành phố. Người chơi có thể quy hoạch cách khu vực như thương mại, dân cư, và công nghiệp cũng như xây dựng và duy trì hoạt động của các dịch vụ công cộng, hệ thống giao thông và công trình công cộng. Thành công của người chơi là phải quản lý được về mặt tài chánh, môi trường, và chất lượng cuộc sống cho cư dân của thành phố đó. SimCity 4 bao gồm cảnh ngày và đêm, và các hiệu ứng khác đã có từ các phiên bản đầu tiên của loạt game này. Các công cụ hỗ trợ bên ngoài như công cụ thiết kế - BAT (Building Architect Tool) cho phép người chơi xây dựng các công trình để thêm vào game.
SimCity 4 được khen ngợi là game đầu tiên trong loại game SimCity sử dụng một cách cơ bản công cụ 3D để hiển thị các yếu tố đồ họa. Game nhận được nhiều lời động viên và giành một số giải thưởng, và nằm trong top 10 game máy tính cá nhân (PC game) bán chạy trong năm 2003. Tuy nhiên, nó cũng bị chỉ trích là khó đối với người chơi và yêu cầu cấu hình máy tính cao.